# Natié Pléa
Pour les articles homonymes, voir Pléa.
Natié Pléa, né vers 1953 dans la région de Ségou, est un ancien ministre malien de la Défense et des Anciens combattants.

## Biographie
Administrateur Civil, Natié Pléa est diplômé de l'École nationale d'administration du Mali.
Sa carrière administrative dans le commandement territoriale l'aura conduit dans beaucoup de cercles et régions du Mali.
Il a été par ailleurs Ministre de la Jeunesse et des Sports, Ministre de l'Environnement et de l'Assainissement, Ministre de la Jeunesse et des Sports.

## Sources
- Ministre de la Défense et des Anciens combattants:Natié Pléa»